# Noël Nouët
Pour les articles homonymes, voir Nouet.
 (janvier 2022).
Si vous disposez d'ouvrages ou d'articles de référence ou si vous connaissez des sites web de qualité traitant du thème abordé ici, merci de compléter l'article en donnant les références utiles à sa vérifiabilité et en les liant à la section « Notes et références ».
Noël Nouët, né le 30 mars 1885 en Bretagne, mort le 2 octobre 1969, est un poète, peintre et dessinateur français.

## Biographie
Sa mère collectionne les estampes de Hiroshige, obtenues d’un ancien consul général au Japon. En 1900, Noël Nouët s'installe à Paris pour écrire de la poésie et rencontre dans les salons parisiens plusieurs artistes japonais comme Tekkan, Akiko Yosano, Takashi Tatsuno, Yaso Saiji…
Il va au Japon pour enseigner à l’école secondaire de Shizuoka en 1926. Après être retourné en France en 1930, il revient au Japon comme professeur à l’école des Langues Étrangères de Tokyo. Là, il commence à faire des croquis des quartiers de Ginza et Kanda et recherche les endroits peints par Hiroshige. Ses dessins sont publiés dans le magazine France et dans le quotidien Japan Times ainsi que dans des livres sur le Japon et sur des cartes postales.
Le style de ses croquis de Tokyo devient populaire et Doi, un éditeur tokyoïte, en fait graver des estampes sur bois (Shin-Hanga). Pendant la Seconde Guerre mondiale, il reste au Japon. Sa maison dans le quartier de Kōjimachi brûle dans le grand raid aérien de mars 1945. Cependant, il poursuit ses croquis et exécute des dessins de paysages ruinés de Ginza, Ueno, reproduits dans son album publié à compte d’auteur, Tokyo, 50 dessins.
Après la guerre, il enseigne à l’université Waseda de Tokyo et dans d’autres écoles et universités. Il est aussi tuteur de français du futur empereur Akihito en 1951.
Il meurt le 2 octobre 1969.

## Œuvre
- Histoire de Tokyo (Paris, 1961)[1]
  - The Shogun's city. A History of Tokyo, tr. par J. et M. Mills (Londres-New York, 1990)  (ISBN 0904404617)